# Anomiopus laetus
Anomiopus laetus là một loài bọ cánh cứng trong họ Bọ hung (Scarabaeidae).